# Neonauclea excelsa
Neonauclea excelsa är en måreväxtart som först beskrevs av Carl Ludwig von Blume, och fick sitt nu gällande namn av Elmer Drew Merrill. Neonauclea excelsa ingår i släktet Neonauclea och familjen måreväxter. Inga underarter finns listade i Catalogue of Life.